# 1693 az irodalomban
Az 1693. év az irodalomban.

## Események
- Megkezdi a munkát Misztótfalusi Kis Miklós újonnan létesített nyomdája.

## Új művek
- Megjelenik Gyöngyösi István Porábúl meg-éledett Phoenix…című munkája (Lőcse).
- Felvinczi György verses színjátéka: Comico-Tragoedia.

## Halálozások
- május 25. – Madame de La Fayette francia írónő (* 1634)
- szeptember 9.– Ihara Szaikaku japán költő és prózaíró (* 1642)